# سيمون كونتريرز
سيمون كونتريرز (بالإسبانية: Simón Contreras)‏ هو لاعب كرة قدم تشيلي، ولد في 29 مارس 2002 في بينالولين في تشيلي. لعب مع نادي أونيفرسيداد دي تشيلي.